# Nirwana
Nirwana (dosłownie zgaśnięcie) – wygaśnięcie cierpienia, termin używany w religiach dharmicznych na określenie bardzo zaawansowanego poziomu urzeczywistnienia. Zdarzało się, że niektórzy widzieli w tym stanie całkowitą anihilację świadomości.

## Buddyzm
W buddyzmie nirwana to nieuwarunkowany stan (skt asamskṛta dharma) wyzwolenia od cyklu narodzin i śmierci, czyli samsary. Nirwana jako słowo składa się z przedrostka ni[r]- (ni, nis, nih) oznaczającego "na zewnątrz, z dala od, bez" i rdzenia vâ[na] (pali vâti), który można przetłumaczyć jako "powiew". Osoba, która osiągnęła stan nirwany, ma być wyzwolona od cierpienia i przyczyn cierpienia (patrz Cztery szlachetne prawdy), ponieważ usunęła niewiedzę, która jest źródłem cierpienia tak, że nie powstają splamienia i odpowiadająca im karma, a po jej śmierci nie dochodzi do kolejnego wcielenia (patrz dwanaście ogniw współzależnego powstawania). W buddyzmie pojęcie nirwany ma różne znaczenia i można je odnieść do nauk nieistniejących już szkół hinajany, gdzie osiąga się stan śrawaki, oraz do nauk mahajany, gdzie opisuje się stan buddy jako trzy ciała Buddy.
Pojęcie nirwany w naukach buddyjskich szkół hinajany odnosi się do rzeczywistości zrealizowania "pustości" (Siunjata) tożsamości "ja". Zrealizowanie tego rodzaju "pustości" umożliwia przekroczenie splamień umysłu, tj. osiągnięcia stanu śrawaki, który zdolny jest do wyzwolenia samego siebie. Pomimo że obecnie szkoły hinajany nie istnieją, wielu mistrzów buddyjskich powiada, że są one podobne do nauk ówczesnej tradycji theravady.
Pojęcie nirwany w buddyjskich naukach mahajany można rozpatrywać zgodnie z poglądem madhjamaki, najwyższej doktryny o Siunjacie w buddyzmie oraz z poglądem o naturze Buddy.
Nauki madhjamaki opisują, że wszystko jest współzależnie przejawiające się i dotyczy to zarówno przejawień nirwany i samsary. Na poziomie konwencjonalnego rozumienia, wszystkie zjawiska tworzą się i zanikają pod wpływem odpowiednich dla nich przyczyn i warunków, ale ostatecznie według analizy jednak nie można w tych zjawiskach odnaleźć ich inherentnej, wrodzonej i niezależnej egzystencji. Zjawiska jednak wydają się tak pojawiać i zanikać, nie ma dlatego również totalnej pustości, jako nicości. Nie istnieje więc nihilizm (że nic nie przejawia się i nie podlega się dlatego żadnym konsekwencjom swoich czynów) oraz eternalizm (że wszystko istnieje, tak jak się wydaje tylko przejawiać, niby z góry ustalone, realne w sposób inherentny i niezmienny oraz nie ma możliwości dlatego osiągnięcia "transcendencji np. wyobrażenie doskonałości jako nieosiągalnego absolutu, boskości, nirwany). Madhjamaka jest więc to „Środkowa Ścieżka” przybliżająca ku bezpośredniemu rozpoznaniu natury rzeczywistości przez wyeliminowanie wszystkich niewłaściwych „skrajnych” poglądów, kierując się głównie analitycznym wnioskowaniem. Nauki o „naturze buddy” pomagają za to opisać naturę rzeczywistości taką jaką powinna ona być, jako tathagatagarbha bądź sugatagarbha, choć należy to doświadczyć bezpośrednio „poza słowami” przez praktykę (tak jak zaleca madhjamaka).
Jamgon Kongtrul Lodrö Thaye, badacz współczesnego buddyzmu tybetańskiego, podsumowuje to, że "to co nazwane jest "samsarą" i "nirwaną" jest jedynie z perspektywy zjawisk wydających się (tylko) przejawiać (patrz pogląd madhjamaki). Inherentna, wrodzona natura ich obu to Przejrzyste Światło wolne od (konceptualnych) wytworów, które powiada się, że jest naturą buddy (wylie. bde bar gshegs pa'i snying po, sanskryt. sugatagarbha)".
Błędem jest uważanie nirwany – stanu Tathagaty po śmierci – za unicestwienie. Wiążą się z tym następujące terminy: upadhiśesza (skt. upadhiśeṣa), nirupadhiśesza i parinirwana:
- upadhiśesza nirwana (zwana także sopadhiśesza nirwana; pali savupadisesa nibbana): jest całkowitym przerwaniem niewiedzy i namiętności, tzw. splamień, chociaż jest kontynuacja lecz bez oddziaływania owych splamień. Doskonałym przykładem jest tu Śakjamuni po swoim oświeceniu tak jak to opisywały szkoły hinajany.
- nirupadhiśesza nirwana (parinirwana); pali anupadisesa-nibbana; jest stanem Doskonałego Oświecenia, gdzie przekroczone są skandhy, splamienia, ale i również wszystkie bardziej subtelne (według nauk mahajany) zaciemnienia niewiedzy. Mahajana podkreśla, że zanim zrealizuje się stan Buddy, określany jako trzy ciała Buddy, udoskonala się stan bodhisattwy dla pożytku czujących istot kolejno na dziesięciu jego stopniach (skt. bhumi).

Nirupadhiśesza nirwana lub parinirwana (ten drugi termin jest czasem używany tylko dla określenia odejścia mnicha, podczas gdy Mahaparinirwana to synonim odejścia Buddy Śakjamuniego) nigdy nie były uważane przez wczesne szkoły buddyjskie za NIC, lecz za asamskṛta dharma – dharmę nieuwarunkowaną, pewien rodzaj noumenalnej, nieuwarunkowanej rzeczywistości za całą grą fenomenów. Jest niewyrażalna; nie jest to bhawa (skt. bhāva – istnienie), gdyż jako asamskṛta nie jest podległa narodzinom, schyłkowi czy śmierci, jak inne empiryczne rzeczy. Nie jest również abhawą (nieistnieniem), ani nie jest po prostu całkowitym unicestwieniem, mimo obrazowania nirwany przykładem zdmuchnięcia świecy czy wygaśnięcia lampy. Później często używano terminu asamskṛta jako synonimu nirwany, a terminu samskṛta (uwarunkowane) – jako synonimu samsary.

### Synonimy nirwany
Buddyzm zawsze utrzymywał, że chociaż stan nirwany jest niewyrażalny słowami, to jest rzeczywisty. Zwykle określa się go terminami negatywnymi (np. Sutra Serca), ale znajdujemy również i określenia pozytywne: rzeczywistość poza wszystkimi cierpieniami i zmianami, trwałe, spokojne, niezepsute, nieskażone, itp. Nirwana jest wyspą, schronieniem, ucieczką i celem.
- Synonimy negatywne :

tanhakkhaya – Ustanie pragnień
virāga – Nieobecność pragnień
nirodha – Ustanie
- Synonimy pozytywne :

śiva – Pomyślne, Dobre
khema – Bezpieczeństwo
śuddhi – Czystość
dipa – Wyspa
sarana – Schronienie
tāna – Ochrona
pāra – Przeciwległy brzeg, Druga strona
śanti – Spokój, Uspokojenie

## Hinduizm
Wybrane tradycje i guru hinduistyczni (historyczni i współcześni) stosują to określenie. Uważa się je za zapożyczone z filozofii buddyjskiej i odmienne od znaczeń moksza, mukti, kaiwalja.

### Upaniszady
Termin nirwana pojawia się w późnych upaniszadach kilkakrotnie.

### Eposy
Epos Mahabharata zawiera sporadyczne wystąpienia nirvāṇa jedynie w jej późniejszych fragmentach.

### Adi Śankara
Adi Śankara jest autorem hymnów :
- Sześć strof o nirwanie
- Bukiet nirwany

Autorka polskiego ich tłumaczenia definiuje nirwanę u Śankary jako pogrążenie się w stanie Brahmana.

### Gorakszanatha
Gorakhnath nauczał o nirwanaćakrze (trl. nirvanaćakra), znajdującej się wewnątrz ćakry brahmarandhra, sytuowanej w fizjologii nathasampradaji na szczycie głowy, jako miejsce osiągania mokszy.

### Śajwasiddhanta
Nirwanadiksza to końcowa inicjacja, prowadząca do osiągnięcia uwolnienia w systemie śajwasiddhanty.

### Bhagawadgita
W tej gicie występuje złożenie brahmanirwana dwukrotnie (2.72, 5.26).

### Współcześni guru hinduistyczni
- Spotyka się użycie tego terminu w objaśnieniach współczesnych przewodników duchowych z kręgu jogi, jako dobrze znanego zachodnim turystom.
- Nirwana definiowana jest jako stan Śiwy w śaktyzmie[12].